# Pablo Ramos
Pablo Ramos (* 1. Juni 1966 in Avellaneda, Provinz Buenos Aires) ist ein argentinischer Schriftsteller und Musiker.

## Leben
Aufgewachsen im Großraum Buenos Aires, brach Pablo Ramos die Schule vorzeitig ab. Er ging verschiedenen Gelegenheitsarbeiten nach und besuchte mehrere Jahre die Literaturwerkstatt der argentinischen Schriftstellerin Liliana Heker, die sein Talent förderte. 1997 erschien sein erster Gedichtband Lo pasado pisado. 2004 veröffentlichte er seinen ersten Roman El orígen de la tristeza, der ins Französische und Portugiesische übersetzt wurde und 2007 unter dem Titel Der Ursprung der Traurigkeit auch auf Deutsch erschien. Im Mittelpunkt des Romans steht der junge Gabriel, der in den 1980er Jahren inmitten des wirtschaftlichen Niedergangs eines noch von der Zeit der argentinischen Militärdiktatur geprägten Landes aufwächst, und dessen Schicksal als Erwachsener Ramos in La ley de la ferocidad erneut aufgreift. Pablo Ramos gilt als einer der bekanntesten Vertreter der jungen Literaturszene Argentiniens. Für seinen Erzählband Cuando lo peor haya pasado wurde er mit zwei der wichtigsten Literaturpreise in Argentinien und Kuba ausgezeichnet. 
2010 war Pablo Ramos Stipendiat des Künstlerprogrammes des DAAD in Berlin, wo er am dritten Teil seiner Roman-Trilogie arbeitete. Der Schriftsteller und Musiker betreibt unter dem Namen El Subsuelo einen eigenen kleinen Verlag und gibt sein Wissen nun seinerseits in einer Schreibwerkstatt weiter. 

## Werke
- Lo pasado pisado, 1997
- El origen de la tristeza, 2004
  - Der Ursprung der Traurigkeit. Roman. Suhrkamp Verlag, Frankfurt am Main 2007, ISBN 978-3-518-45911-9
- Cuando lo peor haya pasado, 2005
- La ley de la ferocidad, 2007
- El sueño de los murciélagos, 2009